# Чайковський Теодор
отець Теодор Чайковський, також Чайківський (1888, Чайковичі — 2 травня 1920, Жмеринка) — український священник УГКЦ, громадський діяч, капелан УГА. Делегат Української Національної Ради ЗУНР, представляв Яворівський повіт. Сотрудник (помічник пароха) у Яворові.